# Каплиця Сенют (Тихомель)
Каплиця Сенют (також гробівець Сенют (пол. Grob Aryański Sieniutow), каплиця Сенют) — будівля релігійної архітектури, єдина частково вціліла пам'ятка села Тихомель Білогірського району Хмельницької області в Україні. На малюнку Наполеона Орди датується 1628 роком. Традиційно датується першою чвертю XVII століття.
Розташована на території посаду ранньосередньовічного городища XI–XIII століть на високому березі річки Горинь над історичною Королівською дорогою — відрізком головної транспортної артерії Європи, що з'єднувала столиці королівств у XV–XVII століттях. Зем'янин Авраам Сенюта, який однак був кальвіністом, а не аріянином,  вважається фундатором будівництва. Призначення каплиці під усипальницю Сенют ґрунтується на усному місцевому переданні, що набуло поширення завдяки авторам XIX століття.
Атрибуція пам'ятки як аріанського гробівця представників родини Сенют не викликала заперечення в авторитетного польського дослідника Реформації Януша Тазбіра, хоча детально він на цьому питанні не зупиняється.

## Історія

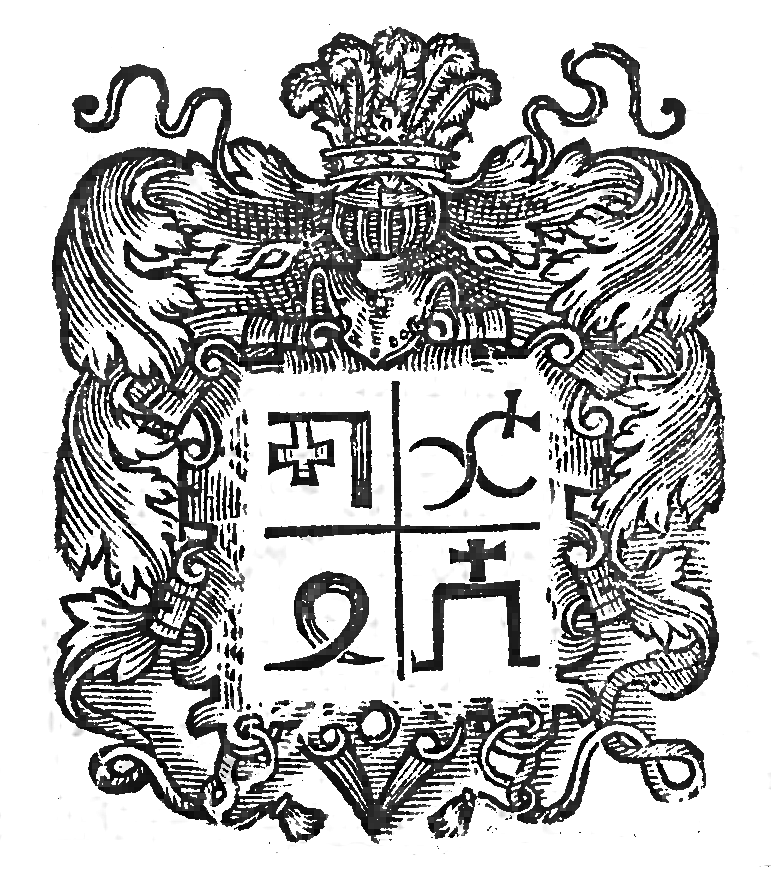
Герб Сенют. Ілюстрація з гербовника Бартоша Папроцького «Gniazdo Cnoty». 1578. Власне знак родини Сенют у геральдичному правому верхньому полі. Інші знаки належать спорідненим родинам: Броницьким, Новоселецьким та Яловицьким

Збудована, очевидно, коштом представника давнього волинського боярського роду Сенют, великих панів Кременеччини. Як стверджує генеалогічна легенда, родовий герб від «руських володимирських князів» отримав предок родини — якийсь Сень.
Серед волинських зем'ян, які протеґували аріанам, Чапличів Шпановських, Гойських, Сенюти відігравали помітну роль. Станом на 1629 рік Сенюти були серед найбільших землевласників колишнього панського прошарку й володіли на Волині 1543 димами. Тихомль, як Миклаші та Вовчківці, були вислужені Сенютами ще в XV столітті. Поблизькі Ляхівці, Жемелинці, Ольшаниця, Войнигів, Жижниківці та Кошелівці, походили зі спадщини Калениковичів, освоєної Сенютами протягом XVI — першої половини XVII століття.
Традиційно для тодішньої волинської молоді свого положення сини Федора Сенюти — Авраам та Павло Криштоф, відбули освітню мандрівку до Західної Європи, протягом 1603–1605 років здобули освіту в Гайдельберзькому та Лейденському університеті. Згодом Павло Криштоф продовжив студії у Римі, а пізніше в Альтдорфі. Прихильність до аріанства для братів Сенют не була чимось дивним, з дитинства вони виховувалися матір'ю Катериною Фірлеївною (дочкою люблінського воєводи Миколая Фірлея) в дусі вчення Жана Кальвіна. Інакше вважає сучасна дослідниця Мажена Лідке. Вона пише, що батько Авраама і Павла Криштофа Федір Сенюта з третьої чверті XVI століття сповідував кальвінізм; посилаючись на біограми Януша Тазбіра у виданні «Польський біографічний словник» (пол. «Polski Słownik Biograficzny»), що Катерина Фірлеївна дотримувалася аріанства. Авраам, як і батько, належав до кальвіністів, навіть був покровителем збору у Рудній на Люблінщині. Син Авраама Петро Сенюта (1616–1648), як і стрий, належав до визнавців аріанства, на якому він зостановився після повернення із закордонної освітньої мандрівки. Саме Петро успадкував як батьківські, так і стриєві маєтності. У 1636 році він поїхав вчитися до Лейдена. Через два роки Петро відвідав Оксфорд та Кембридж в Англії та зустрівся з Гуґо Гроцієм у Франції. Повертаючись додому в 1640 році, він одружився з Ядвігою Виламівною (пом. 1674), кальвіністкою. Батько і брат Ядвіги були кальвіністами, але її мати, Анна Ціковська та молодша сестра, Ґризельда Виламівна (у шлюбі з аріанином Стефаном Немиричем), були переконаними аріанами.
Протестантські династії Волині зміцнювали стосунки шляхом шлюбних зв'язків. Авраам Сенюта одружився з удовою троцького каштеляна Юрія Радзивила Зофією із Зборовських — кальвіністкою, що перейшла до табору аріан.
Під покровительством Павла Криштофа Сенюти, від 1617 року чоловіка сестри Юрія Немирича Катерини Немирич, неподалік Тихомля, у центрі володінь Сенют — Ляховецькому замку, у 1608 році або другому десятилітті XVII століття, заснована протестантська школа середнього рівня, співпроповідником в якій став Петро Сенюта. Після Гощі та Киселина Ляхівці стають третім за потужністю аріанським центром Волині. В час найбільшого розквіту аріанства, що припав на першу половину XVII століття, на Волині зосереджувалися ледь не третина усіх аріанських громад Речі Посполитої, чисельно вони переважали навіть католиків, а за своїм значенням, якби не королівська баніція 1658 року, з Волинню міг позмагатися лише Семигород. В сусідніх маєтностях, Корниці та Коритному, Павло Криштоф збудував для молитовних потреб аріан «великі кам'яні храми з трьома високими вежами». Зауважимо, що ще 1581 року в селі Хорошеві, володінні Сенют, шляхтич Валентин Негалевський здійснив переклад Євангелія на тогочасну українську мову. Авраам Сенюта заснував у Тихомлі аріанський збір. Протягом 1641–1643 років проповідником тут був Ян Ціховський (Цяховський). Крім аріан в Тихомлі діяла громада євангелістів, в якій до 1649 року проповідував Єжи Летус Весельський, віце-старшина (лат. consenior) люблінський.
2 червня 1616 року Авраам Сенюта (пом. 1632) отримав у короля Зиґмунта III локаційний привілей та маґдебурзьке право для новоосадженого на місці колишнього ранньосередньовічного однойменного міста Тихомль, що згодом перетворилося на село. Проте навіть отримання маґдебургії не завадило — й Тихомль з 1631 року знову значиться як село.

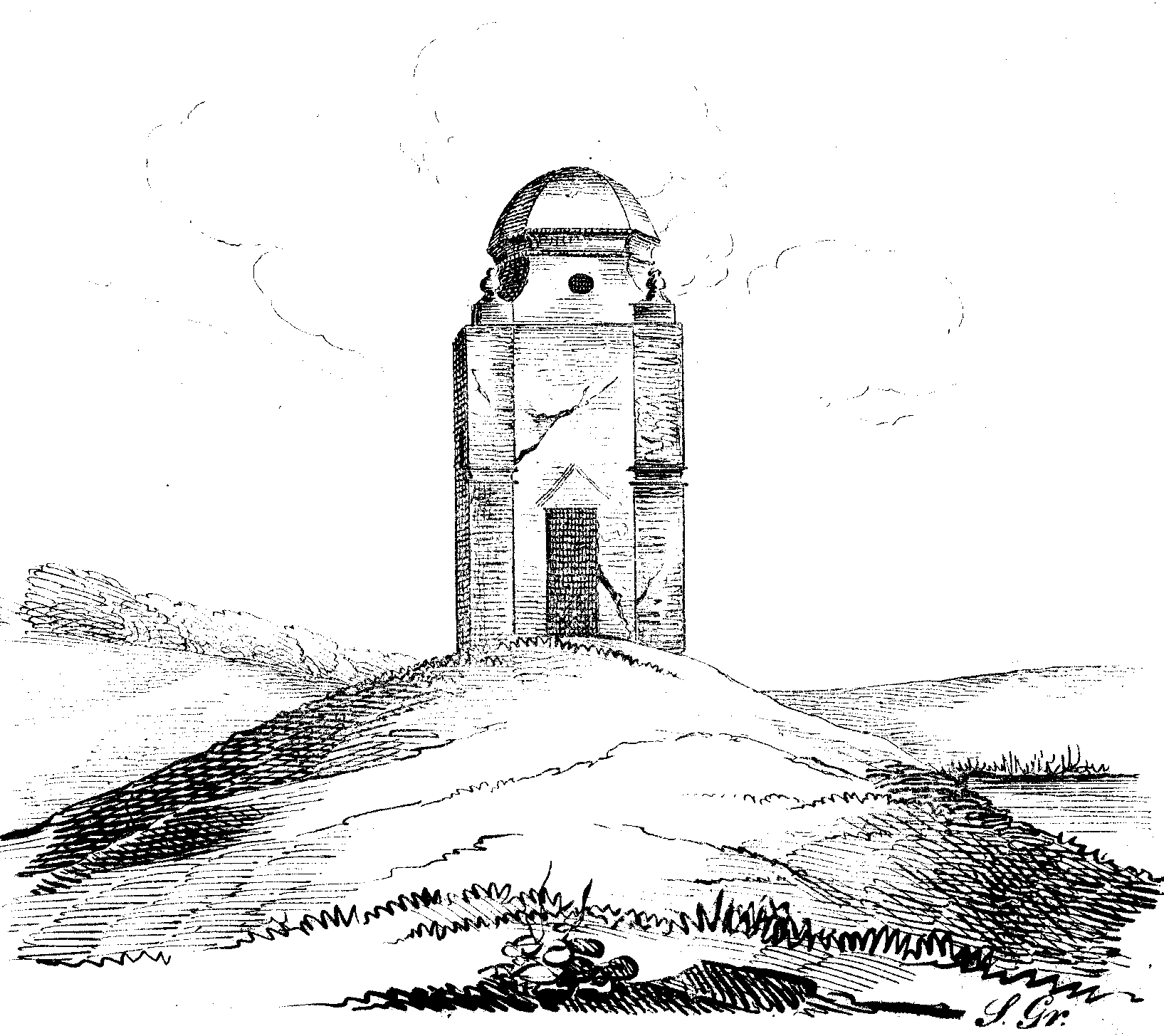
Усипальниця Сенют. Ілюстрація з часопису «Przyjaciel Ludu». 1844

Відомо, що Павло Криштоф Сенюта заповідав урочисто поховати його за аріанським звичаєм (хоча пізніше був поголос, що на смертному ложі він прийняв католицизм) і запросити братів по вірі на церемонію похорону.
Основний обсяг наших знань про каплицю сформували автори середини XIX — початку XX століття, кожного з яких більшою чи меншою мірою можна зарахувати в один з двох таборів: «польський» чи «російський». Очевидно не всі вони мали можливість побувати на місці, тому користувалися копіюванням тверджень з дописів попередників, таким чином пролонгуюючи певні стереотипні уявлення щодо об'єкта розгляду. Немає жодних підстав вважати, що бодай один із авторів послуговувався документальними джерелами щодо історії пам'ятки.
Згідно з місцевим переказом, що його подає Юзеф Кшивіцький у виданні «Географічний словник Королівства Польського» пол. «Słownik geograficzny Królestwa Polskiego i innych krajów słowiańskich», як і автор 1863 року, під час буремних подій Хмельниччини останки Сенют були видобуті з крипти й скинені з гори до річки Горинь. На думку Юзефа Кшивіцького, каплиця, можливо, становила частину ансамблю аріанського збору.
З 1681 року ляховецький ключ, зокрема й Тихомль, переходять у власність польських шляхтичів (згодом князів) Яблоновських. Під ту пору в Тихомлі спостерігалися «потужні вали над ямпільським ставом, на горі, де свого часу був замок, нині поросле густим лісом замчисько. […] муровані льохи, де стояв двір, ще придатні до використання, тільки потребують накриття». Сама резиденція господарів у вигляді невеликої дерев'яної хати розташовувалася в самому селі.
1844 року про каплицю з'явилася перша публікація в пресі. Якийсь В. М. звертався до читачів часопису «Przyjaciel Ludu» з проханням надсилати до видання інформацію про інші подібні споруди на території колишньої Речі Посполитої. «Дотепер, — пише В. М., — у каплиці можна побачити чотири гаки закріплені в стіні<…>». На його думку, колись на них була підвішена труна одного з Сенют.
Дещо більше світла на походження і стан пам'ятки пролив волинський краєзнавець Тадеуш Єжи Стецький:
|  | У кількаста кроках за селом Тихомль на горбі стоїть чотиригранна мурована вежа з округлим мурованим склепінням; ціла та будівля досить оригінального стилю непогано збереглася, називають її аріанською каплицею, а згідно з поширеною думкою мала то бути усипальниця Сенют-аріан; але як на таке призначення щоправда та будівля здається затісна, вистачило б заледве на кількох осіб. На внутрішніх стінах тієї вежі гарно збережені фрески, загалом сміливої руки, що зображають чотирьох євангелістів. Оригінальний текст (пол.) 0 kilkaset kroków za wsia Tychomla stoi na wzgórzu czworogranna murowana wieża z okrągłem kamiennem sklepieniem; cala ta budowa dość oryginalnego stylu doskonale jest dochowana, nazywają ją kaplicą aryańska, a według powszechnego mniemania miał to być grobowiec Sieniutów Aryan; jak na to przeznaczenie jednak budowa ta zdaje się być za szczupła, wystarczyłaby bowiem zaledwie dla kilku osób. Na wewnętrznych ścianach tej wieży doskonale zachowane freski, wcale śmiałej ręki, wyobrażają czterech Ewangelistów. |

Антоній Роле, змальовуючи «Безпритензійну» тихомльську резиденцію Олександра Яна Яблоновського, залишив також короткий опис аріанської каплиці:
|  | Хорунжий коронний обрав собі останню місцевість <тобто Тихомль> під резиденцію; сама вже її назва відповідала його вдачі, звідти й Тихомль почали в польський спосіб називати Безпритензійним. Місцина розташована над річкою, що розлилася у великий став, який відділяє її від Ямполя (Тихомльського Городища), оточена валами, обрамована лісом — істинне гніздо окремішності. Власне, тією землею ще півстоліття тому володіли аріани Сенюти, і донині, як пам'ятка після них, на горбу, тутечки коло оселі підноситься чотиригранна вежа, яку називають аріанською каплицею. Оригінальний текст (пол.) Chorąży koronny obrał sobie ostatnią miejscowość na rezydencją; sama już jej nazwa odpowiadała jego usposobieniom, stąd i Tychoml zaczęto z polska nazywać Cichością. Mieścina położona nad rzeczką rozlaną w staw ogromny, oddzielający ją od Jampola (Tychomlskiego Horodyszcza), okolona wałami, obramowana puszczą — istne gniazdo sekciarzy. I istotnie, ziemi tej kęsem przed pół wiekiem władali arianie Sieniutowie, a do dziś, jako pamiątka po nich, na wzgórzu, tuż obok osady wznosi się czworogranna wieża, zwana kaplicą ariańską. |

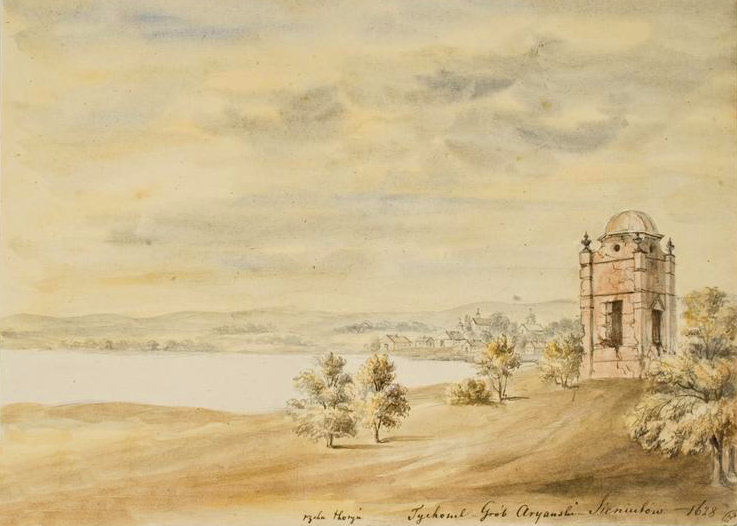
Аріанська усипальниця Сенют. Малюнок Наполеона Орди. Між 1862 та 1876

Станом на 1868 рік на Волині залишки будівель аріанських зборів крім Тихомля так само спостерігалися у Берестечку та Грицеві. За повідомленням Миколи Теодоровича, 1889 року в селі Велика Радогощ, колишній маєтності Сенют, ще простежувався запущений аріанський цвинтар. Посеред села існувала місцина під назвою «Костелисько» де, вочевидь, свого часу розташовувалася будівля аріанського збору.
Згадував про пам'ятку і відомий дописувач рос. «Волынских епархиальных ведомостей» Аполоній Сендульський:
|  | Ділянка довкола каплиці, ймовірно була цвинтарем, позаяк там знаходять чималу кількість людських кісток; утім їх немало зустрічається на всьому терені, який займає нинішній Тихомль. На підставі, що довкола каплиці нібито ховали людей, існують думки, що каплиця була усипальницею родини Сенют. Оригінальний текст (рос.) Погост, окружавший каплицу, вероятно был кладбищем, потому что там находят много человеческих костей; впрочем их немало встречается и на всем пространстве, занимаемым нынешним Тихомлем. На том основании, что погост около каплицы будто бы был кладбищем, некоторые допускают, что каплица эта была усыпальницею фамилии Синеутов. |

Юзеф Дунін-Карвіцький зробив припущення, що каплиця розташована на території дохристиянського городища чи місці де збиралося давньослов'янське віче: 
|  | <…> руїна [каплиці] стоїть осібна і висока, оточена грабовим лісом, очевидно посадженим людською рукою, на щиті плоскогір'я овальної, еліптичної форми, яке могло б бути дохристиянським городищем чи місцем, де збирали давньослов'янське народне віче, подібне до інших що зустрічали у тих краях, між Бриковом і Шумськом, а крім того між селами Будераж, Мізочок і містечком Варковичі Дубенського повіту. Оригінальний текст (пол.) <…> ruina stoi odosobniona i wysoka, otoczona lasem grabowym, wyrażnie zasadzonym ręką ludzką, na szczycie płaskowzgórza formy owalnej, eliptycznej, któreby raczej mogło być przedchrześcijańskiem horodyszczem lub miejscem, gdzie się zbierały dawne słowiańskie wiece ludowe, takie, jakieśmy już spotykali w tych stronach, między Brykowem i Szumskiem, i oprócz tego pod wsiami Buderażem, Mizoczykiem i m. Warkowiczami w powiecie Dubieńskim. |

На початку 1910-х років каплиця вперше з'являється у видноколі охоронців пам'яток. Судячи зі звіту Київського товариства охорони пам'яток старовини і мистецтва від 1912 року, двічі до організації в справі нагляду пам'яток міста Острог та околиць клопотав острозький повітовий справник (начальник повітової поліції). Він повідомляв, що в селі Тихомль Острозького повіту розташована збудована Авраамом Сенютою аріанська каплиця, у свій час місце збору місцевої аріанської громади. В інтер'єрі каплиці були влаштовані три ніші, стіни розписані виявами чотирьох євангелістів. На момент огляду й опису каплиця ніким не охоронялася і поступово почала руйнуватися.

## Архітектура та стан пам'ятки

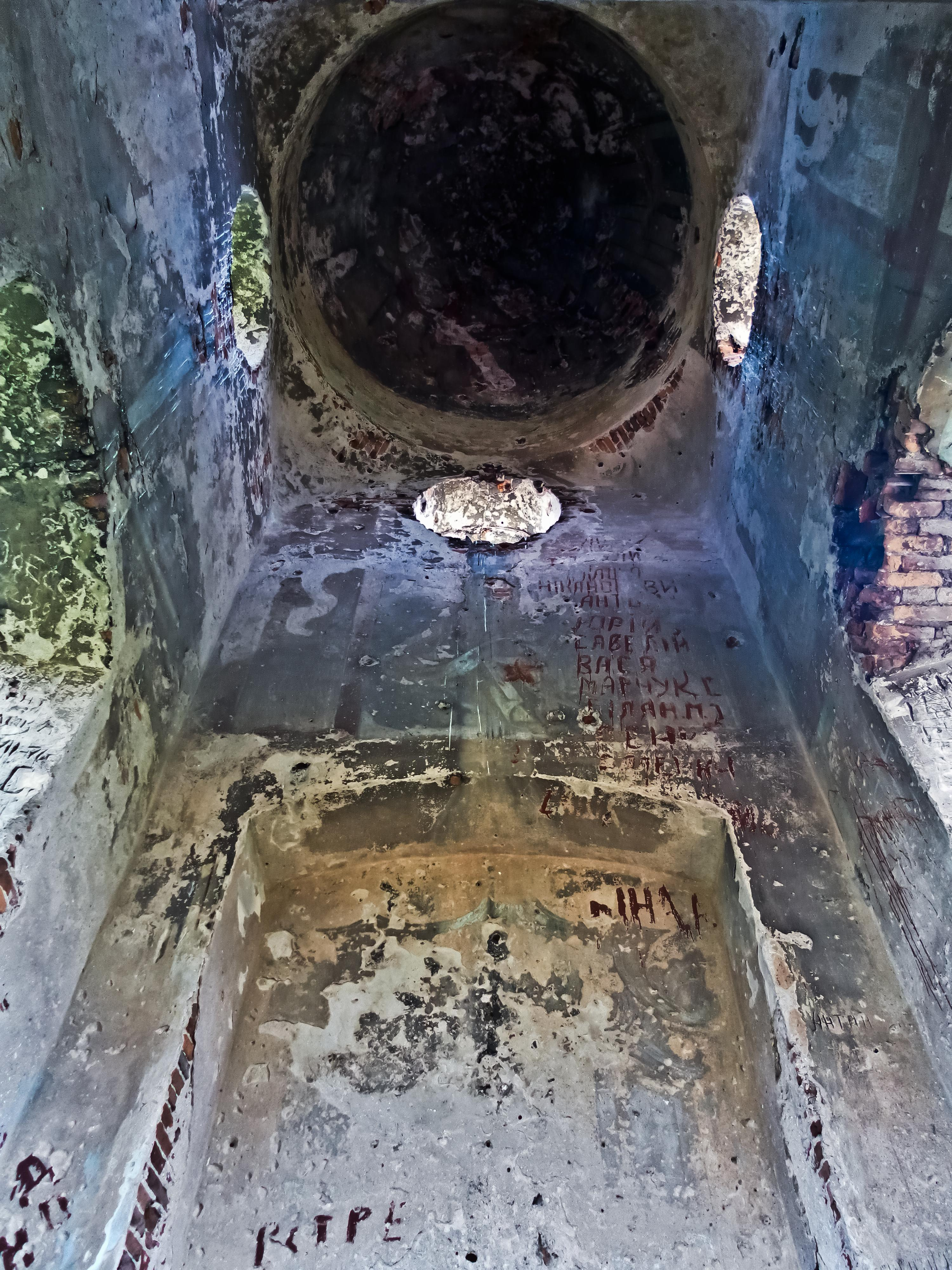
Склепіння та інтер'єр

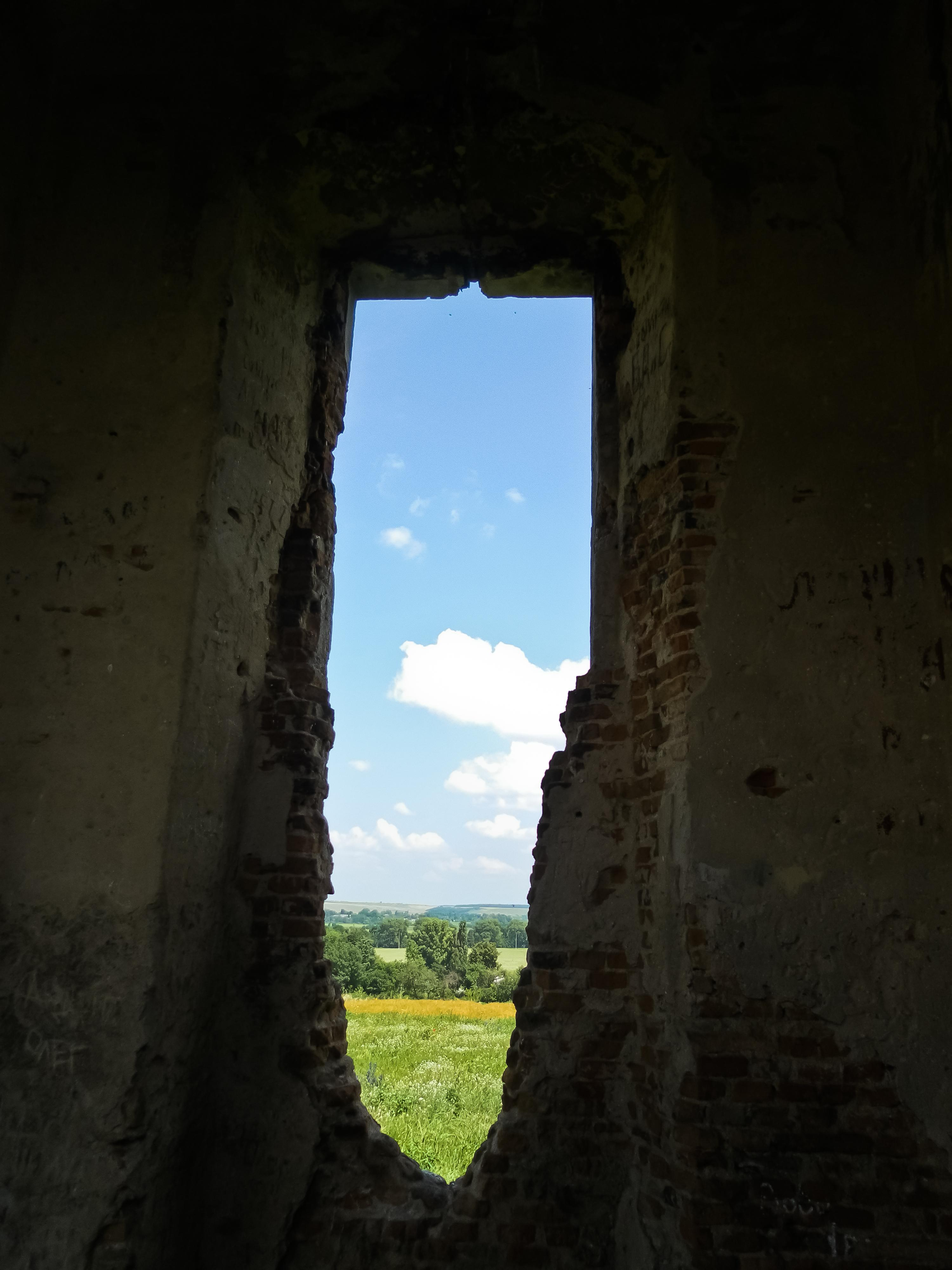
Віконний проріз

Під час обстежень 2011 року, проведених Сергієм Козаком, було встановлено, що будівля збудована на невеликому насипі діаметром близько 16 м, з розмірами по зовнішніх межах стін 5,60×5,60 м, серед розораного поля на крутому березі річки Горинь. Фундаменти виконані з каменю, стрічкові на вапняно-пісковому розчині. Стан фундаменту — задовільний. Напливи тиньку та набілів і характер кладки цоколя (бутова кладка) дають можливість стверджувати, що склепінь та підвалів під спорудою немає. Остаточно питання про наявність крипти можна буде з'ясувати після проведення археологічних розкопок. Бутовий фундамент з зовнішнього боку має розширення у верхній частині до 200–300 мм. На головному фасаді в кладці виявлені закладені цеглою три аркові ніші. Це може свідчити про здійснення перебудов під час будівництва. Аналіз цегляної кладки стін вежі підтверджує її автентичність і відсутність будь-яких добудов за всю історію її функціонування.
Всі конструктивні елементи пам'ятки споруджені з двох за розмірами типів цегли, на єдиному вапняковому розчині. Товщина стін при основі становить 1 м. Поверхня цегляної кладки деструктована, шви вивітрені та вимиті. В нижній частині стін на кутах цегляна кладка має значні пошкодження. Віконні та дверний прорізи мають четверті але не мають слідів від обрамлень. Вапняно-піщаний тиньк зберігся фрагментарно, а на збережених ділянках помережаний сіткою тріщин і відшаровується. Фасади розчленовані по горизонталі профільованими поясками й карнизами, кути акцентовані лопатками. На кутах збереглися дві вази, викладені з цегли та потиньковані й установлені на конічних п'єдесталах. Каплиця завершується розвиненим профільованим карнизом, декоративні елементи якого виконані з лекальної цегли, тягнені в тиньку. Загалом карнизи напівзруйновані, мають значні ушкодження, в більшості випадків рельєфність втрачена.
Жовтуватий відтінок тиньку надає пісок. Верхній та між'ярусний карнизи були фарбовані бордовим кольором. Над дверним прорізом на фасаді збереглася неглибока заглибина в кладці, що, імовірно, є результатом пізнішого прилаштування дашка. Півсферичний купол на вітрилах викладений з цегли в два шари, верхній є значно пошкодженим і, мабуть, відігравав більше захисну функцію. Він має збережені горизонтальні та вертикальні канали, в яких були закладені дерев'яні крокви — частини конструкцій покриття даху. Відкрито ніші розміром 150×150×160 (глибина) з нерегулярним розташуванням. Замок купола викладено цеглою в особливий спосіб — зроблено штучне збільшення товщини в найвищій точці. Діаметр замкового елементу приблизно 900 мм. На куполі виявлені залишки білокам'яного карнизу. Ці факти говорять про можливість існування завершення купола додатковим архітектурним елементом. Внутрішня поверхня купола потинькована та оздоблена фресковим живописом. Усі стіни в інтер'єрі каплиці потиньковані й фарбовані вапняним розчином, вкриті фресками. В цілому живопис потемнів та осипається, на окремих ділянках прочитується сюжет міської забудови, людські постаті, рослинний орнамент. Площа приміщення 15,7 м².

### Облік пам'ятки
Пам'ятку вперше взято під охорону згідно з рішенням Виконавчого комітету Хмельницької обласної Ради депутатів трудящих № 84 від 25 березня 1971 року; охоронний № 151(96). Межі охоронної зони і зони регулювання забудови встановлені в радіусі 50 м від пам'ятки згідно з розпорядженням Виконавчого комітету Хмельницької обласної Ради депутатів трудящих № 143 від 5 травня 1974 року. До 2012 року каплиця була складовою частиною пам'ятки архітектури національного значення Тихомльського городища з руїнами фортеці Х–XVI століть, згідно з постановою Ради міністрів УРСР від 6 вересня 1979 року № 442, охоронний номер 1677. Водночас прилегла від півночі територія є пам'яткою археології національного значення доби Середньовіччя — городищем літописного міста Тихомль, IX–XIII століть, занесена до Державного реєстру нерухомих пам'яток України згідно з постановою Кабінету Міністрів України від 27 грудня 2001 року № 1761, охоронний номер 220002-Н згідно з постановою 2009 року. Окремо, 2012 року, пам'яткою історії та архітектури національного значення під назвою Вежа-каплиця аріанська (соцініанська) оголошено каплицю, охоронний номер 220020-Н.

### Ранньосередньовічний город
Тихомль виник як центр смуги великокнязівських волостей IX–XI століть верхньої течії річки Горинь, що розташувалися вздовж трансконтинентального шляху з Києва до Західної Європи, на корінній території волинян Як зазначає Іван Михальчишин, до 2013 року в обліковій документації Тихомельського городища йшлося лише про дитинець, натомість велику складову частину города — посад, ігнорувалося. Територія ранньосередньовічного города тягнеться вздовж плато правого обривистого берега річки Горинь щонайменше на 600–700 м. Дитинець знаходиться у середній частині території городища на невеликому мисі 100×90 м. Він захищений підковоподібним у плані валом, котрий своїми кінцями виходить до обривистого схилу мису. Поверхня дитинця задернована, але є три ями 2,50×2–1×0,50 м, глибиною 0,80–0,90 м. За межами його поверхня городища розорюється, на ґрунті були помічені фрагменти ліпного посуду та крем'яні вироби трипільської культури й фрагменти гончарного посуду доби раннього середньовіччя. Каплиця ж збудована на східній ділянці посаду.

### Реставраційні роботи
У 2019 році Ямпільська громада виділила 25 тисяч на корегування проєктно-кошторисної документації. У липні 2019 року депутати Хмельницької обласної ради виділили з бюджету області на першочергові протиаварійні роботи на пам’ятці  368 тисяч гривень. Також проєкт передбачає археологічні дослідження на території городища.
Для захисту будівлі від повної руйнації довкола неї змонтували оснащення.

## У геральдиці
Каплиця Сенют зображена на гербі й прапорі сусіднього селища Ямпіль Хмельницької області.

## Зауваги
1. ↑  автор посилається на статтю «Arianskie groby» у виданні «Encyklopedia powszechna Ultima Thule» (1928. — T. I. — S. 371—372.)
2. ↑  на думку Януша Тазбіра → Див.: Tazbir J. Sieniuta Abraham h. własnego (1587—1632) // Polski Słownik Biograficzny. — Warszawa — Kraków : Polska Akademia Nauk, Instytut historii im. Tadeusza Manteuffla, 1996. — T. XXXVII/2. — Zeszyt 153. — S. 195—196. (пол.)
3. ↑  Аріани, часто також антитринітарії, Чеські брати, Польські брати, социніани, унітаріани — представники так званої Малої Церкви (лат. Ecclesia Minor) заснованої 1565 року Ґжеґожем Павлом з Бжезін.
4. ↑  Натомість Мартин Чаплич одружився з Катериною Сенютою, сестрою Павла Криштофа й Авраама, аріанкою.
5. ↑  Джордж Ганстон Вільямс називає Петра сином Павла Криштофа.
6. ↑  Інакше складалася доля протестантів на польських землях. Починаючи з  нападу на кальвіністський збір у Кракові 1574 року, що супроводжувався вандалізмом будівлі збору, в суспільному ужитку Речі Посполитої, як характеристика масових насильницьких акцій табору католицької реакції, з'являється поняття конфесійного ґвалту, буквально — ґвалту віровизнання (пол. tumultu wyznaniowego). Ґвалтівники здійснювали напади передусім на найважливіші протестантські осередки в найбільших містах країни, знищуючи святині, приватні будинки та навіть цвинтарі. Після нападів 1575, 1577, 1578 та 1587 остаточному знищенню в 1591 році підпадають краківські збори, 1616 — познанські, а 1627 року люблінські. За підрахунками Юзефа Лукашевича протягом 1606—1620 років польські протестанти втратили дві третини своїх святинь, а з 1632 їх взагалі заборонено зводити в королівських містах. Див.: Łukaszewicz J. O kościołach Braci Czeskich w dawnéj Wielkiejpolsce. — Poznań, 1835. — S. 188—189. (пол.) Паралельно протестантів обмежують або зовсім позбавляють переваг та можливостей міського права, серед іншого, їх не приймають до цехів (Варшава — 1580, Познань — 1619, Краків — 1627, Люблін — 1651). Намагаються роз'єднати соціально, вдаються до інших способів переслідування.
7. ↑  Хіба лише Тадеуш Єжи Стецький зауважував, що в селі Вербень коло Берестечка мешкає дідуньо Сенюта, який володіє багатьма цікавими документами з історії родини. Серед них, можливо, знаходяться й документи, що розкривають таємницю спорудження тихомльської каплиці. Див.: Stecki T. J. Wołyń pod względem statystycznym, historycznym і archeologicznym. — Lwów, 1871. — T. 1. — Ser. 2. —  S. 19. (пол.)
8. ↑  Правопис модернізовано.
9. ↑  Радянські дослідники стверджували що каплиця перебудовувалася у XVIII столітті. Див.: Памятники градостроительства и архитектуры Украинской ССР. — Т. 4. — Киев, 1986. — С. 194. (рос.)